# Ornithoprion
Ornithoprion è un antico genere di pesci cartilaginei (condritti), appartenente all’ordine degli eugeneodonti (condritti primitivi dotati di corpo idrodinamico e particolari mascelle dalla forma “a spirale”, imparentati con gli squali). Visse nel periodo Carbonifero (epoca Pennsylvaniano, piano Moscoviano), circa 315.2-307 milioni di anni fa.

## Descrizione
Di dimensioni modeste rispetto ad altri animali dello stesso ordine (la misura stimata va dai 30 ai 55 centimetri), come ad esempio il famoso Helicoprion, delle dimensioni di un moderno squalo bianco, e dei contemporanei Edestus e Campyloprion, tra i più grandi predatori del loro tempo, in comune con questi, Ornithoprion aveva un corpo idrodinamico e slanciato, del tutto simile a quello degli odierni squali, e, ovviamente, la classica mascella "a spirale" degli eugeneodonti: in questi animali i denti nella sinfisi mandibolare si accumulavano man mano che i precedenti venivano sostituiti, assumendo la forma di una sega circolare. Nel caso di Ornithoprion, però, la particolarità stava nel fatto che il rostro della mandibola fosse estremamente allungato e appuntito, ricordando nella forma quello di un pesce spada.

## Curiosità
Quando fu scoperto Helicoprion, gli unici resti fossili trovati erano i denti, una strana struttura dalla forma circolare che mise in difficoltà i paleontologi al momento della ricostruzione dell'animale, dato che la collocazione di tale struttura era difficile e incerta; fu proprio la scoperta del cranio fossilizzato di Ornithoprion a portare gli studiosi a concludere che effettivamente si trattasse della mandibola.